# Захна, Рене
Захна Рене (эст. Rene Zahkna; род. 2 октября 1994, Выру) — эстонский биатлонист и футболист. Двукратный серебряный призёр Зимних Юношеских Олимпийских игр 2012 в спринте и в гонке преследования. Призер этапа Кубка мира по биатлону.

## Карьера
С сезона 2011/2012 выступает в Кубке IBU по биатлону. В 2013 году стал бронзовым призёром в спринте на Чемпионате мира по биатлону среди юниоров в австрийском Обертиллахе и вице-чемпионом в гонке преследования. Чемпион Европы среди юниоров в индивидуальной гонке (2014).
13 марта 2014 года дебютировал на этапах Кубка мира в финском Контиолахти. В спринтерской гонке Захна, отстреляв точно, занял 67-е место.
26 января 2020 года в словенской Поклюке Захна вместе с Региной Оя впервые в карьере стал призером этапа Кубка мира по биатлону в смешанной эстафете.

## Семья
Отцом Рене является известный эстонский биатлонист и тренер, призёр чемпионатов мира Хилар Захна.

## Прочее
Спортсмен известен выступлениями за футбольные клубы «Выру» (англ. Võru JK), «Гелиос» (англ. Võru FC Helios) и «Отепя» (англ. FC Otepää).

## Результаты

### Кубок мира
- 2013—2014 — очков не набирал
- 2014—2015 — очков не набирал
- 2015—2016 — 97-е место
- 2016—2017 — очков не набирал
- 2017—2018 — 90-е место
- 2018—2019 — 84-е место
- 2019—2020 — 89-е место
- 2020—2021 — 85-е место
- 2021—2022 — 72-е место

### Кубок IBU
- 2014—2015 — 77-е место
- 2015—2016 — 103-е место
- 2016—2017 — 86-е место
- 2018—2019 — 127-е место
- 2019—2020 — 133-е место